# François Beaugendre
Pour les articles homonymes, voir Beaugendre.
François Beaugendre, né le 25 juillet 1880 à Salbris (Loir-et-Cher) et mort le 6 janvier 1936 dans le 14e arrondissement de Paris, est un cycliste français.

## Biographie
Il est cycliste professionnel entre 1903 et 1911.
Ses frères Omer et Joseph sont également cyclistes professionnels.

## Palmarès
- 1903
  - 9e du Tour de France
- 1904
  - 4e étape du Tour de France
- 1907
  - 5e du Tour de France

## Résultats sur le Tour de France
- 1903 : 9e du classement général
- 1904 : abandon (5e étape)  et vainqueur de la 4e étape, leader pendant 1 jour
- 1906 : abandon (8e étape)
- 1907 : 5e du classement général